# Троцкизм в Финляндии
Коммунистическое движение, основанное на идеях Льва Троцкого (1879—1940), то есть троцкисты, никогда не появлялось в качестве значительного идеологического направления среди финских левых. Ливио Майтан в 1985 году писал, что в Финляндии никогда не было полноценной секции Четвёртого интернационала, только небольшая группка непротяженный период. Первые финские троцкисты политически организовались только в 1970-х годах. Однако термин «троцкизм» использовался с 1920-х годов, поскольку Коммунистическая партия Финляндии (КПФ) решительно осудила учение Троцкого как члена Коминтерна (1919—1943).

## Предыстория
КПФ обсуждала внутреннюю ситуацию в ВКП(б) с 1924 года, и руководство партии встало на сторону линии, возглавляемой Сталиным. В сентябре 1927 года Отто Вилле Куусинен из КПФ председательствовал на заседании Коминтерна, на котором Лев Троцкий был отстранен от членства в центральном комитете ВКП(б). В 1928 году КПФ объявила, что в её рядах не было сторонников Троцкого.
В 1953 году под псевдонимом «Старый работник» ветеран КПФ, рабочий бард Суло Ваккари опубликовал 29-страничный буклет «Мошенничество министерских коммунистов», в котором резко критиковалась политика сталинского народного фронта КПФ и ДСНФ. В 1963—1971 годах он издавал троцкистский боевой листок «Классовая борьба» (Luokkataistelu). Перед смертью Ваккари встретился с одним из самых влиятельных троцкистов — Эрнестом Манделем, который взял на себя руководство Четвертым Интернационалом после Второй мировой войны.
Троцкистские аргументы были знакомы финским активистам в 1960-х годах. Эрнест Мандель выступал в Финляндии той же осенью 1968 года, когда «новые левые» оккупировали Старый студенческий дом. «Социал-демократическая молодёжь» (Demarinuoret) опубликовала перевод нескольких работ Манделя на финском языке. Пик троцкистской тенденции в студенческой молодежи СДПФ пришёлся на конец 1960-х годов. Финны читали «New Left Review», в редакцию которого также вошли сторонники троцкизма. В 1960-х годах в моде была поговорка: «Троцкого все знают, но никто не объявляет себя троцкистом».

## Организация в 1970-х
Первая троцкистская группа в Финляндии была организована лишь в 1970-х годах, когда дюжина молодых людей основала организацию «Красные группы» (Punikkiryhmät/Röda grupper). С 1974 года группа была известна как «Революционные коммунисты» (Vallankumoukselliset kommunistit/Revolutionära kommunisterna, VK/RK). VK действовал в Хельсинки, Турку, а затем и в Тампере. Пекка Хаапакоски выступал в качестве контактного лица группы в Хельсинки, а Себастьян Линден — в Турку. Самой активной её участницей была Мариэлла Линден из Хельсинки, которая также работала в феминистской группе Puna-akat/Rödkärringarna (1973, с 1974 Marxist-Feministerna). VK была группой сторонников Четвертого Интернационала (Объединенного Секретариата), не имевшей статуса полноправной секции, и издавала в Тампере журнал Työväenvalta («Рабочая власть»; в 1974—1976 Neuvostovalta — «Власть советов») до 1979 года.
VK принимала участие в движении солидарности с Испанией и, в некоторой степени, с Чили, а также в развитии деятельности от имени восточноевропейской оппозиции. Сама группа родилась отчасти из подъёма студенческого движения, которое выступало против войны во Вьетнаме, и после её окончания весной 1975 года отпал один из ведущих стимулов массового протеста. VK распалась, когда Пекка Хаапакоски и Себастьян Линден переехали в Швецию в 1977 году (Хаапакоски долгое время был активен в шведском филиале ОСЧИ). В то же время женщины-члены организации отказались от марксизма и стали сторонниками радикального феминизма. Самой политически активной из бывших участниц VK была Маргарита (Лоло) Зиллиакус, которая в начале 1980-х была членом городского совета в Экенасе от Демократического союза народа Финляндии.
Последний рабочий журналист, Аулис Каллио из Тампере, продолжил свою деятельность в 1980-х годах в качестве президента в Финляндии Международной лиги за реконструкцию Четвёртого Интернационала во главе с Мишелем Варгой. В 1980—1984 годах Каллио публиковал журналы Internationaali и Rynnäkkö. В последнем, например, решительно защищалась борьба польских рабочих за «истинный социализм».

## Текущее положение
В настоящее время в Финляндии действуют четыре организации, основанные на троцкистской идеологии: Социалистический союз (Sosialistiliitto, SL; ранее аффилирована с Международной социалистической тенденцией), Марксистский рабочий союз (Marxilainen työväenliitto, MTL), Социалистическая альтернатива (Sosialistinen Vaihtoehto, SV; секция Интернациональной социалистической альтернативы) и Революция (Vallankumous), секция Международной Марксистской Тенденции